# سنجاب بوته‌ای اسمیت
سنجاب بوته‌ای اسمیت (نام علمی: Paraxerus cepapi) نام یک گونه از سرده سنجاب بوته‌ای آفریقایی است.